# Zykluszeit (Datenverarbeitung)
Zykluszeit (englisch cycle tune) ist in der Datenverarbeitung und in der Informationstechnik der Zeitraum vom Beginn eines Datenzugriffs bis zu jenem Zeitpunkt, an welchem der nächste Zugriff beginnen kann.

## Allgemeines
Der Zugriff (englisch access) ist in der Informatik das Lesen (Abruf) oder Schreiben von Daten auf Datenträgern oder in Datenspeichern. Die Zugriffszeit ist ein Zeitraum, der zum Lesen oder Schreiben einer Speicherinformation benötigt wird, der also zwischen dem Anlegen eines Lesebefehls und dem computerseitigen Erkennen der gespeicherten Information liegt. Die Zykluszeit eines Speichers (Speicherzykluszeit) ist dagegen der Zeitraum vom Beginn eines Zugriffs bis zu jenem Zeitpunkt, an welchem der nächste Zugriff beginnen kann. Die Zykluszeit lässt sich auch als Zeitdifferenz zwischen zwei unmittelbar aufeinander folgenden Zugriffen erklären; sie ist die computerseitige Bearbeitungszeit für einen Zugriff.
Technisch ausgedrückt ist die Zykluszeit die stets gleich lange, zyklisch aufeinander folgende Zeitspanne zwischen den Impulsen eines Taktgebers, durch welche die internen Abläufe eines Prozessors synchronisiert werden.

## Zeitbegriffe
Zugriffs- und Zykluszeit stimmen bei Hauptspeichermodulen nicht überein, weil sie sich nach einem Zugriff zunächst regenerieren müssen, bevor sie neue Zugriffe erlauben. Bei einem Schreibzyklus werden die Daten frühzeitig auf die Datenleitung gelegt, damit der Speicher sie lesen kann, bei einem Lesezyklus dagegen werden die Daten erst gegen Ende des Zyklus vom Speicher bereitgestellt, die Zykluszeit ist hier deutlich größer als die Zugriffszeit. Die Zykluszeit zum Löschen und zur Programmierung eines Speicherwortes ist wesentlich höher als die Lesezugriffszeit (Verhältnis etwa 105). Für die Abarbeitung eines Maschinenbefehls benötigt ein Prozessor zwischen einem und über 500 Taktzyklen.

## Arten
Zu unterscheiden ist zwischen Programm- und Speicherzykluszeit. Die Programmzykluszeit ist die Summe aller Befehlslaufzeiten eines Anwenderprogramms, die Speicherzykluszeit ist die kürzeste Zeitspanne zwischen dem Beginn zweier aufeinanderfolgender, zyklisch wiederkehrender Schreib- und Lesevorgänge. Da ein Lesevorgang in der Regel mit dem Löschen der gespeicherten Information verbunden ist, muss die Information parallel zu anderen Vorgängen wieder zurück geschrieben werden, weshalb die Speicherzykluszeit länger ist als die Zugriffszeit.
Die Zykluszeit einer speicherprogrammierbaren Steuerung (SPS) ist die Summe aus der Bearbeitungszeit für den Durchlauf im Betriebssystem, das Bilden eines Eingangsabbildes, Programmzykluszeit, der Ausgabe des Prozessausgabeabbildes an den Prozess und die Summe aller Verzögerungszeiten in der Hardware der Peripherie.

## Wirtschaftliche Aspekte
Erhebliche Leistungssteigerungen in der Hardware von Computern gibt es insbesondere bei der Steigerung der Speicherkapazität, der Miniaturisierung und der Verkürzung der Zykluszeiten bei gleichzeitig sinkenden Kaufpreisen, was die Wirtschaftlichkeit insbesondere von Personal Computern erheblich verbessert hat. Die Maximalleistung eines Computers {\displaystyle P_{\text{max}}} errechnet sich dabei aus dessen Zykluszeit {\displaystyle T_{c}} und der Anzahl {\displaystyle N_{c}} der während eines Taktzyklus maximal durchführbaren Operationen:
{\displaystyle P_{\text{max}}={\frac {N_{c}}{T_{c}}}}.
Übliche Werte der Zykluszeit für ein Programm mit 1 K Anweisungen liegen zwischen 0,5 ms und 50 ms.